# Дагрео, Мелани
Мелани Дагрео (фр. Mélanie Dagréo, родилась 10 февраля 1987 в Верноне) — французская модель и телеведущая.

## Биография

### Фотомодель
Дочь астролога Дидье Колана, ведущего программ Matin Bohneur на телеканале France 2 и Téléshopping на TF1. Родители владели мельницей у Блару, недалеко от местечка Ивлин на границе департамента. От учёбы в школе у девушки остались плохие воспоминания: летом перед третьим классом умер её лучший друг, из-за чего Мелани впала в депрессию и пропустила первый месяц учёбы.
Позже родители продали мельницу. Девушка переехала из Нормандии в Париж, где работала официанткой. В 2005 году она вышла в финал конкурса красоты Miss FHM 2005, организованный журналом FHM. В марте 2009 года попала на обложку журнала Entrevue. Согласно интервью, данному этому журналу, Мелани пыталась в своё время пройти отбор на шоу Star Academy, однако потерпела неудачу. Позже говорила, что непопадание как раз помогло ей сделать настоящую телекарьеру и избежать шоу подобия L'Île de la tentation.

### Карьера телеведущей
Мелани вела интерактивные телевикторины «La Nuit est à vous» и «L'Appel Gagnant» на NT1 и RTL9 с 26 июня по 2 сентября 2007 года, работая порой по три часа в прямом эфире за один выпуск без перерывов. С сентября 2008 по август 2011 года — ведущая программы Le Journal du Hard вместо ушедшей Клары Морган на Canal+. По её словам, это был первый серьёзный профессиональный опыт работы телеведущей, однако после первого выпуска её чуть не уволили с канала.
Помимо телевидения, Мелани работала на радиостанциях. В январе 2012 года вернулась на телеэкраны в программу о гольфе, однако позже исчезла с экранов ТВ.

### Личная жизнь
В 2011 году уехала из Франции в Майами, затем перебралась в Сан-Франциско, оттуда в Нью-Йорк и обратно в Калифорнию, в Лос-Анджелес, где сейчас и проживает. Замужем за Энтони Маруном, сотрудником Google Inc. Есть ребёнок.